# Kylix (keramika)

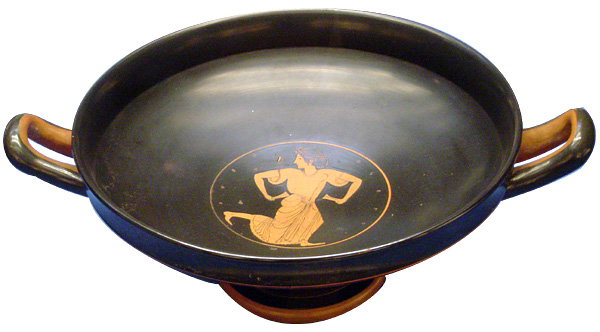
Euergidův kylix s tondem zobrazujícím tančící ženskou postavu, kolem roku 500 př. n. l.

Kylix (z řečtiny κύλιξ - pohár, číše; 2. pád kyliku) je mělká starověká řecká číše se dvěma horizontálními uchy po stranách. Počátky jejího používání ve starověkém Řecku spadají do doby bronzové - mykénské civilizace, kde však původně byly kyliky hlubší. Již v té době se stala nejoblíbenějším tvarem nádoby k pití vína. Nejčastěji byla využívána během 6. století př. n. l., koncem 5. století př. n. l. její používání upadlo a přestala se vyskytovat.
Malířská výzdoba kyliku se soustředila především na jeho dno - medailon. Zpočátku bývala černofigurová, ale posléze byla nahrazena červenofigurovou. Vzhledem k jeho nejčastějším využití na symposiích, pocházely náměty této výzdoby především z Dionýsova mytologického okruhu.